# Joan Ramon Puig Solsona
Joan Ramon Puig Solsona (Puigverd de Lleida, 31 d'octubre de 1952) és un antic futbolista català de la dècada de 1970.

## Trajectòria
Es formà futbolísticament al FC Barcelona, essent internacional juvenil en quatre ocasions, fins a arribar al Barcelona Atlètic a inicis de la dècada de 1970. Va arribar a disputar 11 partits amistosos amb el primer equip del club on marcà un gol. A continuació jugà dues temporades cedit a la UE Lleida (1974-76). L'any 1976 fitxà pel Reial Valladolid a segona divisió, i el 1978 pel Rayo Vallecano, club amb el qual debutà a primera divisió. Acabà la seva carrera a la UE Lleida, club on fou entrenador als equips inferiors, segon entrenador del primer equip i primer entrenador.